# 로랜도 몰리나
로랜도 몰리나(Rolando Molina, 1971년 8월 13일 ~ )는 미국의 배우, 텔레비전 배우, 영화배우이다.
산살바도르에서 태어났다.

## 출연작
- 이민자 (2011년) - 지저스 역
- 미티어 (2009년)
- 이글 아이 (2008년)
- 델타 파스 (2007년)
- 아메리칸 대드! (2005년)
- 그녀가 모르는 그녀에 관한 소문 (2005년)
- 도미노 (2005년)
- 그라인드 (2003년)
- 브루스 올마이티 (2003년)
- 스트리트 킹 (2002년)
- 마이 와이프 앤 키즈 (2001년)
- 크레이지 뷰티풀 (2001년) - 헥터 역
- 베터 웨이 투 다이 (2000년)
- 프라이데이 2 - 넥스트 프라이데이 (2000년)
- G Vs E (1999년)
- 프라이머리 컬러스 (1998년)
- 두 미 페이버 (1997년)
- 패시픽 블루 (1996년)
- 모하비의 달 (1996년)
- 거리의 심판자 (1996년)
- 요람을 흔드는 손 2 (1995년)
- 인베이더 (1995년)
- ER (1994년)
- 사회에의 위협 (1993년)